# Naikan Tembakang
Naikan Tembakang is een bestuurslaag in het regentschap Ogan Ilir van de provincie Zuid-Sumatra, Indonesië. Naikan Tembakang telt 808 inwoners (volkstelling 2010).